# E-Ukraine
e-Ukraine — гарнітура без зарубок, розроблена Fedoriv Design Agency для українських міністерств, відомств і корпорацій. На думку агентства, шрифт має стати основою візуального стилю України в мережі.
Один з його різновидів, e-Ukraine Head, увібрав традиційні форми української графічної культури початку ХХ століття, які частково успадкували естетику українського бароко. Цей шрифт використовується для заголовків і основних повідомлень у тексті.
У футері офіційного сайту зазначено: «Весь контент доступний за ліцензією Creative Commons Attribution 4.0 International license, якщо не зазначено інше». Ані на сторінці шрифтів, ані в офіційних архівах не зазначена інша ліцензія, таким чином вона є чинною для самих шрифтів.